# Лыково (Владимирская область)
Лыково — село в Юрьев-Польском районе Владимирской области России, входит в состав Небыловского сельского поселения.

## География
Село расположено в северо-западной части Владимирской области, в междуречье рек Тома и Выремша, в зоне хвойно-широколиственных лесов, на расстоянии примерно в 3 км на запад от центра поселения села Небылое и в 31 км на юго-восток от административного центра района города Юрьев-Польский. Абсолютная высота — 176 метров над уровнем моря.

## История
Село Лыково в XVII веке и до 1764 года было вотчиной Козьмина Яхромского монастыря. Первое упоминание села 25 марта 1624 года. «Жалованная подтвердительная обельно-несудимая трехсрочная и заповедная (от ездоков и незванных гостей) грамота царя Михаила Федоровича игумену Успенского Кузьмина Яхренского владимирского монастыря Ионе на монастырскую вотчину: села Небылое и Лыково с деревнями и пустошами в Опольском стане, и деревню Литвинцево с пустошью в Кривцовом стане Владимирского уезда».
В книгах патриаршего казённого приказа 1635 года записано: «Церковь Христова мученика Георгия в вотчине Козьмина монастыря селе Лыкове дани 4 алтына 5 денег». Запись под 1687 годом: «В Козьмине монастыре вотчине село Лыково, от монастыря 2 версты, а в нём церковь во имя святого мученика Георгия древяна клецки, крыта тесом об одной главе, главы и шея обшиты чешуею, крест железный, олтарь круглый, в церкви царские двери сень и столпцы писаны краски ветхи, по правую руку царских дверей Спасов Образ Нерукотворен писан краски, венец на золоте». Одновременно с церковью Святого великомученика Георгия в Лыкове существовала церковь Святителя Николая Чудотворца, тоже деревянная, с деревянной же колокольней. Обе церкви стояли до 1811 года, когда по благословению преосвященного Ксенофонта заложена была ныне существующая каменная церковь Покрова Пресвятой Богородицы с приделами святого великомученика Георгия и Святителя Николая Чудотворца.
Население села Лыково в XVIII веке: 1719 год (1-я ревизия) — 350 человек (350 мужских душ, женские души не учитывались), 1744 год (2-я ревизия) — 359 человек (359 мужских душ, женские души не учитывались), 1763 год (3-яя ревизия) — 720 человек (362 мужских душ, 358 женских душ), 1782 год (4-я ревизия) — 733 человека (380 мужских душ, 353 женских душ), 1795 год (5-я ревизия) — 791 человек (381 мужских душ, 410 женских душ).
В конце XVIII века село Лыково входит в Куминскую волость Юрьевской округи Польского казенного ведомства Владимирского наместничества.
В начале XIX века село Лыково в составе Чековской волости Владимирского уезда, в середине XIX века в Петраковской волости. В конце XIX — начале XX века село входило в состав Андреевской волости Владимирского уезда.
9 августа 1808 года крестьянки села Лыково Анисья Ларионова и Настасья Васильева, находясь в принадлежавшем этому селу лесу, нашли древнерусский шлем. На сегодняшний день этот шлем, известный как шлем Ярослава Всеволодовича, древнейший экспонат Оружейной палаты Московского Кремля. Считается, что с этой находки берет начало история российской военной археологии.
По 6-й ревизии (1811 год) в селе Лыково — 111 дворов, по 7-й ревизии (1816 год) — 120 дворов, по 9-й ревизии (1850 год) — 136 дворов, по 10-й ревизии (1858 год) — 134 двора.
1857 год. Лыково, село казенное: число дворов — 140; число душ по 8-й ревизии: мужского пола — 398, женского пола — 410; число душ по 9-й ревизии: мужского пола — 411, женского пола — 456; действительное население: мужского пола — 412, женского пола — 459; занимаются хлебопашеством. Церковь каменная Воскресения Христова, 2 священника, диакон с причтом. 2 ветряных мельницы. При нём: Вырелино, сельцо помещичье; Кобелика, деревня казенная; Пречистовка, деревня казенная; Слуда, деревня казенная. Церкви принадлежала каменная часовня, устроенная в 1862 году для выноса усопших. Приход составляют: село Лыково и деревни: Слуда, Чурилово и сельцо Выремша. Всех дворов в приходе 440; душ мужского пола — 1239, женского пола — 1386. К церкви села Лыково приписан приход села Косагово. На расстоянии в полкилометра от села Лыково в 1863 году была построена кладбищенская Крестовоздвиженская деревянная церковь (уничтожена в советское время). Здание этой церкви было построено в 1713 году в селе Горяиново, а в 1863 году — перенесено в Лыково, перестроено, освящено в память об избавлении от эпидемий холеры 1848 и 1863 годов. В 1876 году в селе Лыково была открыта земская школа. Она содержалась на капитал, оставленный бывшим владельцем села Назаревским. В 1883 году в селе открылась церковно-приходская школа.
В 1888 году учрежден сельский банк в селе Лыково. В 1904 году в Лыковском земском училище учреждён ремесленный класс для обучения мальчиков столярному ремеслу.
1905 год. Лыковская пожарная дружина, учрежденная для тушения пожаров в селах Лыково и Косагово и деревнях: Небылое, Выремша и Слуда Владимирского уезда и в деревне Чурилово Юрьевского уезда, обратилась в уездную управу с ходатайством о выдаче ей денежного пособия, в размере по усмотрению земства, на приобретение пожарных инструментов.
С 1929 года село входило в состав Небыловского сельсовета Юрьев-Польского района, с 1935 года — Небыловского района, с 1965 года вновь в составе Юрьев-Польского района.

## Археология

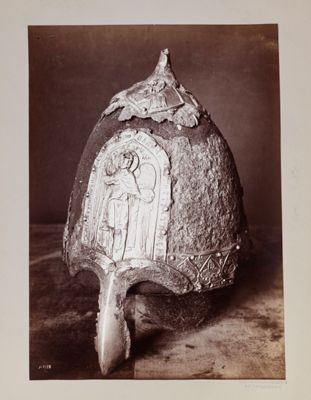
Шлем Ярослава Всеволодовича

Т. н. «Шлем Ярослава Всеволодовича» — древнерусский шлем, датируемый второй половиной XII — первой половиной XIII века, — был обнаружен 9 августа 1808 года крестьянками Анисьей Ларионовой и Настасьей Васильевой близ реки Колокши у села Лыкова близ Юрьева-Польского во Владимирской губернии. Одна из них, «находясь в кустарнике для щипания орехов, усмотрела близ орехового куста в кочке что-то светящееся». Это оказался шлем, лежавший на проржавевшей кольчуге. Находку отнесли старосте деревни, который, увидев на шлеме образа, передал его архиерею. Священник отправил эту находку Александру I, от которого она попала к историку А. Н. Оленину.
Оленин предположил, что шлем с кольчугой были брошены Ярославом Всеволодовичем при бегстве с Липицкой битвы 1216 года в 20 верстах от неё. Надпись на шлеме свидетельствует, что он принадлежал Феодору (имя князя Ярослава в крещении). Предположительно, он оставил кольчугу и шлем, чтобы они не препятствовали бегству. Как сообщает Лаврентьевская летопись, потерпев поражение, князь Ярослав бежал в Переяславль, куда прибыл на пятом коне, загнав четырёх. Его брат Юрий прибыл во Владимир на четвёртом коне «в первои сорочице, подклад и тыи вывергл».
Шлем Ярослава Всеволодовича — древнейший экспонат Московской Оружейной палаты.

## Население
| 1859 | 1897  | 1905  | 1926  | 2002 | 2010 | 2021 |
| ---- | ----- | ----- | ----- | ---- | ---- | ---- |
| 1029 | ↗1246 | ↗1412 | ↘1327 | ↘163 | ↘125 | ↗152 |

### Национальный состав
Согласно результатам переписи 2002 года, в национальной структуре населения русские составляли 97 % из 163 чел.

## Достопримечательности
- Действующая церковь Покрова Пресвятой Богородицы (1811)[6].
- Памятник жителям села Лыково, не вернувшимся с Великой Отечественной войны. Изготовлен по оригинальному макету в виде скульптуры солдата с автоматом (скульптор А. В. Степанов) на Кольчугинском заводе цветных металлов. Установлен 22 июня 1971 года.
- Лыковский шишак — арт-объект в виде стилизованного шлема князя Ярослава Всеволодовича➤, один из проектов-победителей Всероссийского конкурса идей новых достопримечательностей «Культурный след-2019». Установлен 2 ноября 2019 года[17].

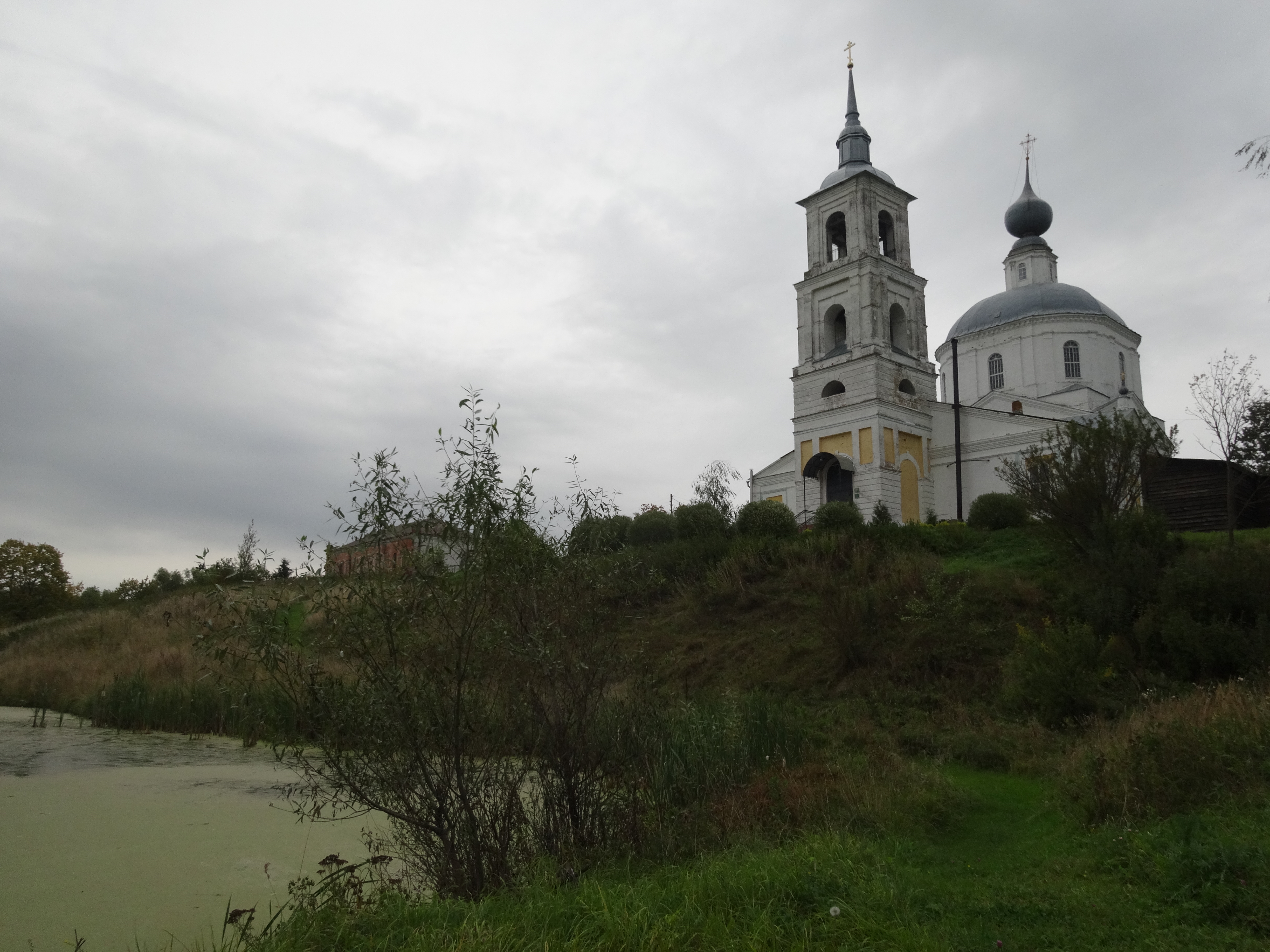
Церковь Покрова Пресвятой Богородицы
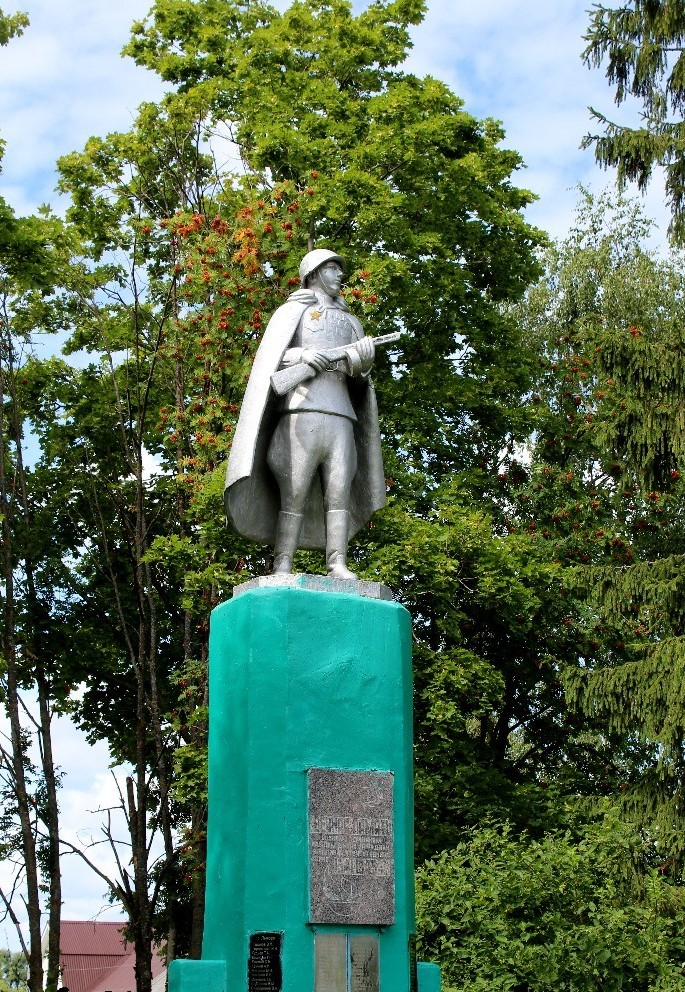
Памятник односельчанам, не вернувшимся с Великой Отечественной войны
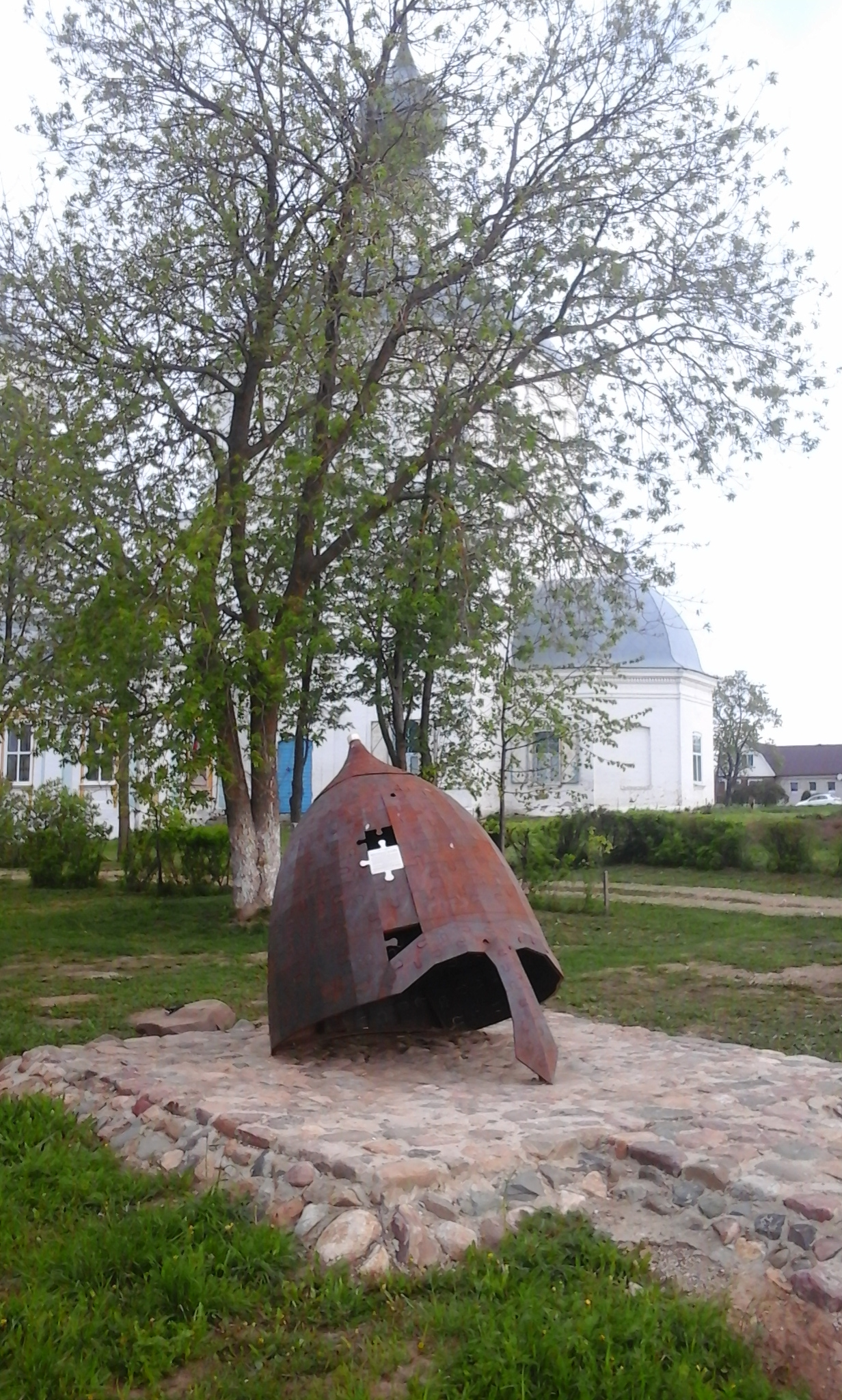
Арт-объект «Лыковский шишак»

## Известные уроженцы
- Тыртиков Алексей Павлович (14 февраля 1922 — 20 июля 1989) — российский (советский) учёный-биолог, тундровед, геоботаник, исследователь Севера.